# Copa México 1933/34
Die Copa México 1933/34 war die zweite Austragung der Copa México unter dieser Bezeichnung, nachdem der 1927 ins Leben gerufene Mexikanische Fußballverband das Pokalturnier in Mexiko wiederbelebt hatte, das zuvor letztmals in der Saison 1925/26 unter dem Namen Copa Eliminatoria ausgetragen worden war. Pokalsieger wurde zum insgesamt vierten Mal die Mannschaft des CF Asturias, die sich im Finale gegen den Vorjahressieger Club Necaxa durchsetzen konnte. Das Pokalturnier wurde im Anschluss an die Punktspielrunde der Saison 1933/34 ausgetragen und wie diese ausschließlich von Mannschaften aus Mexiko-Stadt bestritten.

## Modus
Das Turnier wurde im K.o.-Verfahren ausgetragen. Es begann mit der am 1. Juli 1934 ausgetragenen Vorrunde und endete mit dem am 15. Juli 1934 ausgetragenen Pokalfinale.

## Die Spiele

### Vorrunde
Die Spiele wurden im Campo Asturias ausgetragen.
|             | Ergebnis |              |
| ----------- | -------- | ------------ |
| Club Necaxa | 9:0      | CF México    |
| CF Atlante  | 3:1      | Club América |

- Freilos: CF Asturias und Real Club España

### Halbfinale
Die Spiele wurden im Parque Necaxa ausgetragen.
|             | Ergebnis |                  |
| ----------- | -------- | ---------------- |
| Club Necaxa | 5:3      | CF Atlante       |
| CF Asturias | 3:2      | Real Club España |

### Finale
Das Finale wurde im Parque España de la Verónica ausgetragen.
|             | Ergebnis |             |
| ----------- | -------- | ----------- |
| CF Asturias | 3:0      | Club Necaxa |

Zum Kader des CF Asturias zählten in der Saison 1933/34 die folgenden Spieler: Alfonso Riestra (Tor); Angelín, Antón, Francisco Argüelles, José Ramón Ballina, Carlos Laviada, Frade, Gorraéz und José Pacheco (Information ist unvollständig).